# Pollenia disemura
Pollenia disemura är en tvåvingeart som beskrevs av Fan och Deng 1993. Pollenia disemura ingår i släktet vindsflugor, och familjen spyflugor.
Artens utbredningsområde är Sichuan (Kina). Inga underarter finns listade i Catalogue of Life.